# Guangzhou International Women's Open 2008
Guangzhou International Women's Open 2008 (також відомий під назвою TOE Life Ceramics Guangzhou International Women's Open за назвою спонсора) — тенісний турнір, що проходив на відкритих кортах з твердим покриттям. Це був 5-й за ліком Guangzhou International Women's Open. Належав до турнірів 3-ї категорії в рамках Туру WTA 2008. Відбувся в Гуанчжоу (КНР) і тривав з 15 до 21 вересня 2008 року.

## Переможниці та фіналістки

### Одиночний розряд
Віра Звонарьова —  Пен Шуай,  6–7(4–7), 6–0, 6–2
- Для Звонарьової це був 2-й титул за сезон і 7-й - за кар'єру.

### Парний розряд
Марія Коритцева /  Тетяна Пучек —  Сунь Тяньтянь /  Янь Цзи, 6–3, 4–6, [10–8]